# Oskar Meister
Oskar Meister (ur. 22 kwietnia 1846 w Kwidzynie, zm. 25 stycznia 1907 w Katowicach) – niemiecki organista i dyrygent, założyciel Towarzystwa Śpiewaczego (1883), pionier rozwoju zawodowego ruchu muzycznego w Katowicach.

## Życiorys
Urodził się 22 kwietnia 1846 roku w Kwidzynie. Ukończył tamtejsze gimnazjum, po czym podjął studia w Konserwatorium Sterna w Berlinie (niem. Sternʼsches Konservatorium). Po studiach przez krótki czas pracował jako nauczyciel muzyki w Berlinie. 
W 1872 roku został zaproszony do Katowic, a jego pojawienie się w młodym wówczas mieście wiążą się z początkami rozwoju tamtejszego zawodowego ruchu muzycznego. Objął on stanowisko organisty przy katowickiej parafii Ewangelicko-Augsburskiej oraz założył Instytut Muzyczny (niem. Musikinstitut) – pierwszą muzyczną szkołę w mieście. 
W 1882 roku założył chór żeński, którego członkinie rekrutowały się z grona uczennic i absolwentek instytutu. Chór ten przekształcono w 1883 roku w koedukacyjne Towarzystwo Śpiewacze. Stał na jego czele w latach 1883–1891 i 1894–1907. W 1906 roku, przy poparciu zarządu Towarzystwa Śpiewaczego, zrezygnował z subwencji, jaką otrzymywał corocznie od miasta Katowice.
Zmarł 25 stycznia 1907 roku w Katowicach. Pochowany został na tamtejszym cmentarzu ewangelickim.

## Działalność artystyczna

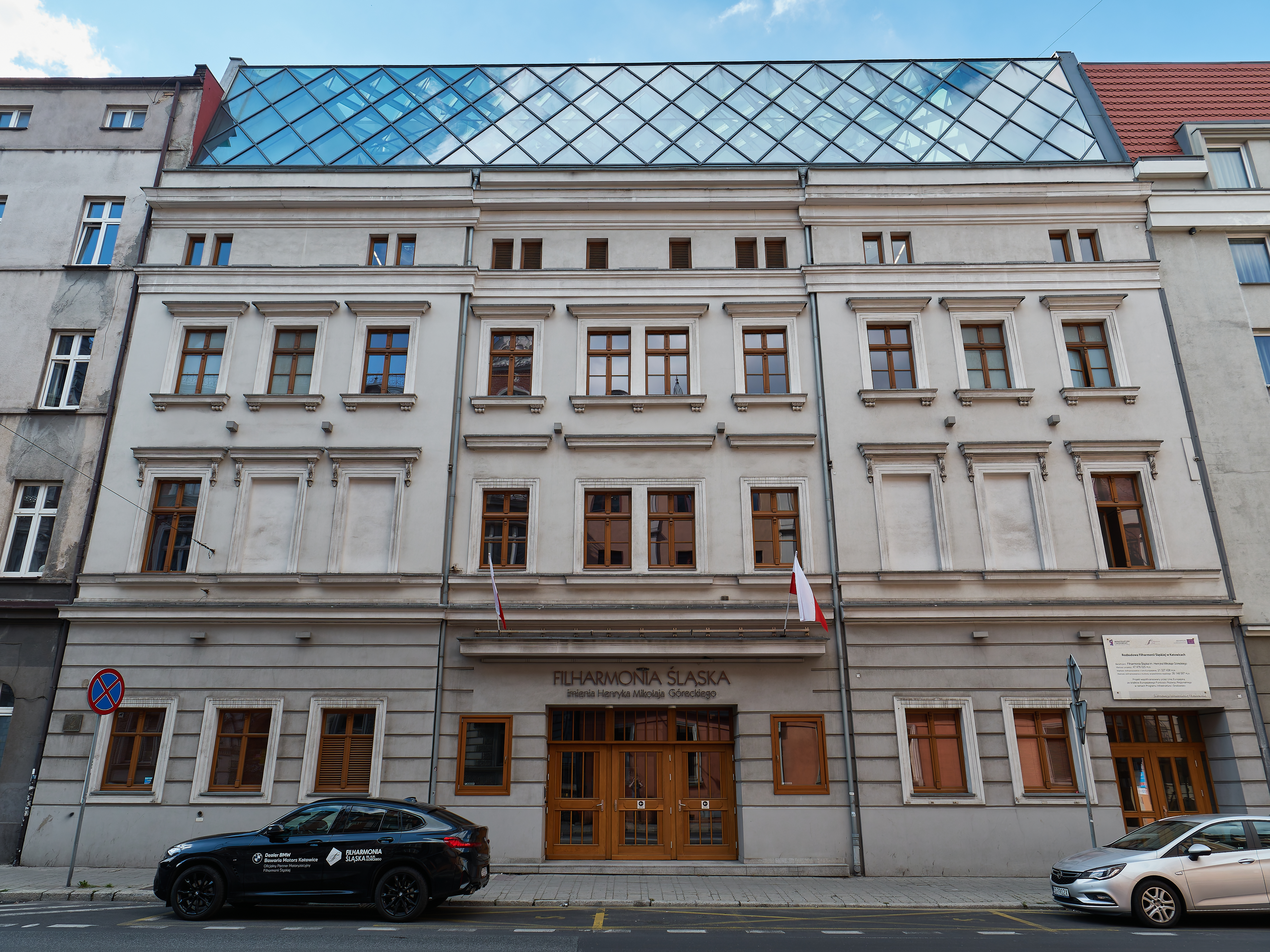
Gmach dawnego Reichshalle w Katowicach przy ulicy Sokolskiej, w którym koncertowało Towarzystwo Śpiewacze Oskara Meistera (2024)

W założonym przez siebie Instytucie Muzycznym w Katowicach powstał chór żeński który uświetniał uroczystości kościelne i państwowe. Z inspiracji Meistera powstał później chór męski i chór mieszany, a także orkiestra miejska. Koncerty organizowano w ewangelickim kościele Zmartwychwstania Pańskiego, a po wzniesieniu w 1873 roku Reichshalle przy dzisiejszej ulicy Sokolskiej (obecnie gmach Filharmonii Śląskiej im. H.M. Góreckiego) także i tam. Pierwszy koncert powołanego przez niego w 1882 roku żeńskiego chóru, będącego początkiem Towarzystwa Śpiewaczego – Wszystkiego najlepszego dla Domu dla Sierot – odbył się 30 kwietnia 1882 roku w katowickim Reichshalle. W programie znalazły się utwory Franza Schuberta, Edvarda Griega, Ferenca Liszta, Fryderyka Chopina, Augusta Södermana, Carla Reineckego i Roberta Schumanna. 
Towarzystwo Śpiewacze bardzo szybko zyskało publiczność dzięki licznym występom i na trwałe wpisało się w historię rozwoju kulturalnego miasta Katowice. Meister rozbudzał zainteresowanie słuchaczy poprzez bierny i czynny udział w koncertach. Zapraszał innych znanych muzyków do koncertowania w mieście – wystąpili w Katowicach m.in.: Pablo Sarasate, Leopold Godowski czy Wanda Landowska. Koncerty chóru i występujących z nim gościnnie artystów stały się wydarzeniami o zasięgu ponadregionalnym. Dzięki jemu wizji i zaangażowaniu młode wówczas miasto nabrało rangi najważniejszego centrum muzycznego w regionie.
Znaczącym wydarzeniem był koncert 13 grudnia 1891 roku, w którym Towarzystwo Śpiewacze wykonało Missa Solemnis Ludwiga van Beethovena. W skład obsady weszło 207 osób, wielu z nich spoza Katowic, co spowodowało trudności techniczne w organizacji prób. Meister zdecydował się wówczas na zawieszenie działalności towarzystwa. Działalność wznowiło zimą 1894 roku, a pierwszy po przerwie koncert odbył się 10 lutego 1895 roku, w którym wykonano utwory Kyrie i Gloria z Missa Solemis oraz IX symfonię Ludwiga van Beethovena.
Dzięki rozgłosowi, jakie zdobyło jego towarzystwo, zaproszono go wraz z zespołem do Berlina, gdzie 1 i 3 września 1896 roku odbyły się dwa koncerty, w tym jeden w obecności cesarza niemieckiego. 27 października 1901 roku w katowickiej Reichshalle odbył się koncert pod jego batutą, w których wziął udział Ignacy Jan Paderewski. Odegrał on na fortepianie niektóre utwory m.in.: Johanna Sebastiana Bacha, Ferenca Liszta, Ludwiga van Bethovena, nokturn własnej kompozycji czy kilka utworów Fryderyka Chopina.
Kierując chórem Meister kładł nacisk na wzorcowy śpiew a capella, a od chórzystów wymagał dyscypliny zarówno w zakresie moralnego zachowania, jak i nienagannego ubioru. W proponowanych przez niego programach poza dziełami chóralnej klasyki z repertuaru Johanna Sebastiana Bacha pojawiały się także utwory kompozytorów romantycznych – Roberta Schumanna i Felixa Mendelssohna-Bartholdy'ego. Wracał do dzieł Johannesa Brahmsa – od prostych opracowań z zakresu muzyki ludowej po polifoniczne utwory śpiewu wielogłosowego.
Po jego śmierci towarzystwo nazwano jego imieniem – Towarzystwo Śpiewacze Meistera (niem. Meisterscher Gesangverein), a dyrygentem został Gustav von Lüpke, kierownik Głogowskiej Akademii Śpiewu (niem. Singakademie). W latach międzywojennych, gdy Katowice zostały włączone do Polski, Towarzystwo Śpiewacze im. Oskara Meistera działało jako chór mniejszości niemieckiej. Chór funkcjonował do 1945 roku. W katowickiej parafii Ewangelicko-Augsburskiej kultywuje się natomiast tradycje muzyczne nawiązujące do działalności Oskara Meistera.
Był porównywany do założycieli miasta Katowice jako ośrodka politycznego i gospodarczego – Friedricha Wilhelma Grundmanna i Richarda Holtzego jako osoba, która tworzyła i rozwijała miasto w dziedzinie kultury.

## Upamiętnienie
- Jego imieniem w latach 1899–1922 i 1939–1945 była nazwana obecna ulica F. Chopina w Katowicach – wówczas Meisterstrasse[15].